# Port lotniczy Srpci
Port lotniczy Srpci – port lotniczy położony w miejscowości Srpci, w Macedonii Północnej. Obsługuje połączenia krajowe.